# Фальковський Євген Михайлович
Євген Михайлович Фальковський (нар. 5 лютого 1982) — український футболіст, нападник херсонського «Кристала».

## Життєпис
Євген Фальковський народився 5 лютого 1982 року. В 2001 році підписав свій перший професіональний контракт, з друголіговою «Системою-Борекс». У складі бородянського клубу дебютував 30 липня 2001 року в виїзному матчі групи А Другої ліги чемпіонату України проти ФК «Черкас». У тому поєдинку черкаська команда здобула перемогу з рахунком 1:0. Фальковський же вийшов на поле лише на 90-ій хвилині, замінивши Івана Козоріза. Загалом у складі «Системи-Борекс» провів 5 матчів. Крім того, в 2001 році виступав у складі аматорського фарм-клубу бородянської команди, «Борекс-2», з чемпіонату Київської області. З 2002 по 2003 роки виступав у складі ченяхівської «Системи-КХП», яка спочатку виступала в аматорському чемпіонаті України. Наступний сезон команда провела вже в другій лізі чемпіонату України, в першій частині якого Євген зіграв 14 матчів. З 2003 по 2005 роки виступав у складі нижчолігових клубів «Електрометалург», МФК «Миколаїв» та «Житичі».
З 2006 по 2007 роки захищав кольори друголігової южноукраїнської «Енергії», в футболці якої й відзначився своїм першим у професіональній кар'єрі голом. Сталося це 3 червня 2006 року в домашньому матчі 27-го туру групи А другої ліги чемпіонату України проти херсонського «Кристалу». Той поєдинок завершився перемогою южноукраїнської команди з рахунком 3:0. А сам Фальковський вийшов на поле в стартовому складі та відіграв увесь поєдинок, а на 12-ій хвилині відзначився голом. Загалом в складі «Енергії» зіграв 26 матчів та забив 3 м'ячі.
З 2007 по 2008 роки виступав у складі аматорського клубу «Сігма» (Херсон), в складі якого в 2008 році став переможцем чемпіонату Херсонської області. В 2008 році перейшов до ФК Новопетрівка (с. Новопетрівка), в складі якого став бронзовим призером чемпіонату Миколаївської області. В 2009 році перейшов до ще аматорського клубу «Енергія» (Нова Каховка), й у складі свого нового клубу одразу ж став переможцем чемпіонату Херсонської області. В складі новокаховського клубу в 2010 році став бронзовим призером аматорського емпіонату України та фіналістом кубку Херсонської області. В сезоні 2010/11 років став бронзовим призером групи А чемпіонату України серед клубів другої ліги.
Першу частину сезону 2011/12 років провів у складі «Кримтеплиці». В складі клубу з Молодіжного в чемпіонаті України зіграв 16 матчів та забив 2 м'ячі, ще 1 матч (1 гол) — у кубку України. Під час зимової перерви в чемпіонаті приєднався до складу друголігового «УкрАгроКому». В складі головківської команди дебютував у 12 квітня 2012 році в домашньому матчі 18-го туру групи А Другої ліги чемпіонату України проти новокаховської «Енергії». Матч завершився з нічийним рахунком 1:1. Євген в тому поєдинку вийшов на поле в стартовому складі, відіграв увесь поєдинок, а вже в компенсований час відзначився голом у ворота «Енергії». В сезоні 2012/13 років у складі клубу став переможцем групи Б другої ліги чемпіонату України. Загалом у складі «УкрАгроКому» в період з 2012 по 2014 роки в чемпіонатах України зіграв 63 матчі та забив 14 м'ячів, ще 5 матчів (2 голи) в складі головківської команди зіграв у кубку України. По завершенні сезону 2013/14 років «УкрАгроКом» та ПФК «Олександрія» об'єдналися в одну команду, багато хто з тренерського персоналу та футболістів «аграріїв» змушені були самостійно займатися власним працевлаштуванням, в тому числі й Євген Фальковський. Тому в 2014 році він перейшов до складу ще аматорського футбольного клубу з с. Володимирівка Петрівського району Кіровоградської області, «Агрофірми-П'ятихатської», кольори якого захищав до 2015 року. В складі «Інгульця» здобув декілька трофеїв.
В сезоні 2015/16 років повернувся до виступів на професіональному рівні, підписавши контракт з друголіговим горностаївським «Миром». В складі цього клубу в чемпіонатах України зіграв 27 матчів та забив 5 м'ячів, ще 2 матчі (1 гол) за горностаївську команду відіграв у кубку України.
Починаючи з сезону 2016/17 років виступає в складі іншого друголігового клубу, херсонського «Кристалу».

## Досягнення

### На професіональному рівні
- Друга ліга чемпіонату України
  -  Чемпіон (1): 2012/13 (Група Б)
  -  Чемпіон (1): 2012/13 (Фінальний етап)
  -  Бронзовий призер (1): 2010/11 (Група А)

### На аматорському рівні
- Кубок України серед аматорів
  -  Володар (1): 2014
- Чемпіонат України серед аматорів
  -  Срібний призер (1): 2014
  -  Бронзовий призер (1): 2010
- Кубок Херсонської області
  -  Фіналіст (1): 2010
- Чемпіонат Херсонської області
  -  Чемпіон (2): 2008, 2009
- Чемпіонат Миколаївської області
  -  Бронзовий призер (1): 2008
- Чемпіонат Кіровоградської області
  -  Чемпіон (1): 2014
- Кубка Кіровоградської області
  -  Володар (1): 2014